# Robert Gant
Robert Gant, född som Robert John Gonzalez, den 13 juli 1968 i Tampa i Florida, är en amerikansk skådespelare. Han är mest känd för sin roll som Ben Bruckner, i Showtimeserien Queer as Folk. Han innehade denna roll mellan åren 2002 och 2005, tills det att serien lades ner.
Robert Gant kom ut som gay under år 2002, i samband med att han gjorde en intervju tillsammans med tidningen The Advocate.

## Filmografi (i urval)

### Filmer
- 1997 – Herkules
- 1999 – Killing Mrs. Tingle
- 2008 – Special Delivery
- 2016 – The Thinning
- 2021 – The Map of Tiny Perfect Things

### TV-serier
- 1994 – Ellen (TV-serie)
- 1994 – Mitt så kallade liv (TV-serie)
- 1994 – Melrose Place (TV-serie)
- 1995 – Lugn i stormen (TV-serie)
- 1997 – Vänner (TV-serie)
- 1997 – I Coopers klass (TV-serie)
- 1997 – Silk Stalkings (TV-serie)
- 1997–1998 – Singel i stan (TV-serie)
- 1999 – Becker (TV-serie)
- 2000 – Veronica (TV-serie)
- 2000–2001 – Popular (TV-serie)
- 2002 – VIP (TV-serie)
- 2002 – Providence (TV-serie)
- 2002–2005 – Queer as Folk (TV-serie)
- 2005 – The Closer (TV-serie)
- 2006 – Pepper Dennis (TV-serie)
- 2007 – CSI: Crime Scene Investigation (TV-serie)
- 2008 – Nip/Tuck (TV-serie)
- 2009 – Rick & Steve: The Happiest Gay Couple in All the World (TV-serie) (röst)
- 2009 – CSI: New York (TV-serie)
- 2009 – Castle (TV-serie)
- 2009 – CSI: Miami (TV-serie)
- 2010 – Bones (TV-serie)
- 2010 – Hot in Cleveland (TV-serie)
- 2010 – 90210 (TV-serie)
- 2011 – Mike & Molly (TV-serie)
- 2011 – Happily Divorced (TV-serie)
- 2011 – The Secret Life of the American Teenager (TV-serie)
- 2012 – Shameless (TV-serie)
- 2013 – Vegas (TV-serie)
- 2013 – NCIS (TV-serie)
- 2013 – Anger Management (TV-serie)
- 2013 – Baby Daddy (TV-serie)
- 2013–2017 – The Young and the Restless (TV-serie)
- 2014 – The Tomorrow People (TV-serie)
- 2014 – Hit the Floor (TV-serie)
- 2015 – Criminal Minds (TV-serie)
- 2015–2016 – Supergirl (TV-serie)
- 2016 – K.C. Hemlig agent (TV-serie)
- 2016 – American Housewife (TV-serie)
- 2017 – Hawaii Five-0 (TV-serie)
- 2017–2020 – Tretton skäl varför (TV-serie)
- 2018 – The Fosters (TV-serie)
- 2019 – Why Women Kill (TV-serie)
- 2019 – All Rise (TV-serie)
- 2019–2021 – Good Trouble (TV-serie)
- 2021 – NCIS: Los Angeles (TV-serie)